# Łokszyny
Łokszyny (także: łokszyn) – potrawa kuchni białoruskiej, odmiana makaronu.
Łokszyny przygotowywane są z mąki ziemniaczanej, soli i cukru. Ciasto takie początkowo formowane jest w niewielkie bliny i krojone w słomkę oraz lekko podsuszane. Po przesuszeniu ciasto gotuje się w wodzie, a po ugotowaniu umieszcza w innym naczyniu, zalewa mlekiem z dodatkiem masła i piecze w piekarniku przez około 10-15 minut.